# Scraptia pallescens
Scraptia pallescens es una especie de coleóptero de la familia Scraptiidae.

## Distribución geográfica
Habita en la India.